# 岸田文雄襲撃事件
岸田文雄襲撃事件（きしだふみおしゅうげきじけん）は、2023年（令和5年）4月15日に和歌山県和歌山市の雑賀崎漁港において、選挙演説に駆け付けた内閣総理大臣の岸田文雄に対し、男が鉄パイプ爆弾を投擲した事件である。

## 背景
2022年（令和4年）9月に、衆議院和歌山県第1区の岸本周平が同年秋の和歌山県知事選挙へ立候補するため議員を辞職したことに伴い、2023年4月23日に同選挙区の補欠選挙が行われることとなった。
補欠選挙には自由民主党の元衆議院議員である門博文が立候補し、岸田は党総裁としてこの応援のため和歌山市を訪れていた。
前年の2022年7月8日には奈良県にて元内閣総理大臣の安倍晋三への銃撃事件が発生しており、わずか9カ月余りで選挙遊説中のテロが再び近畿で発生することとなった。

## 事件の経緯
門の街頭演説会は、和歌山市内の雑賀崎漁港で行われ、岸田は当日11時30分ごろ同所に到着、漁港の視察を行った後、門の応援演説を行う予定であった。

### 事件発生
岸田が現場に到着し、聴衆や関係者と話をしていたところ、聴衆に紛れた容疑者がパイプ爆弾を投げ込み、岸田の足元に落下した。落下と同時に周りから声が上がり、爆弾に気づいた和歌山県警察の警護員が蹴り返し、防弾盾を使い速やかに岸田を首相専用車まで誘導して現場から離脱させた。
パイプ爆弾は投げ込まれてから約1分後に爆発、大きな音と白煙が上がった。野次馬となって見ていた聴衆から悲鳴が上がり、現場は大混乱になった。警察官1名がこの爆発の影響で左腕を縫う軽傷を負ったほか、演説会場にいた漁師1名が爆発によるとみられる破片で軽傷を負った。
岸田は爆発前に現場を離脱したため無事で、和歌山県警本部まで避難して一時待機。雑賀崎漁港での演説会はそのまま中止になったが、以降の予定は変えず、和歌山駅前で予定されていた街頭演説を予定通り行った。

### 容疑者の逮捕
容疑者の男は、即座に近くに居合わせた地元の漁師らに取り押さえられ、その後警察官によって威力業務妨害容疑で現行犯逮捕された。前年7月に発生した安倍晋三銃撃事件で奈良県警は殺人罪などで起訴された被告を殺人未遂容疑で現行犯逮捕したが、本事件は殺意の有無が不明なことや爆発物の殺傷能力などが現時点で不明であることから、和歌山県警は演説の続行を不能にしたとして威力業務妨害容疑を適用した。県警は殺意が認定できれば殺人未遂容疑の適用も視野に判断するとしている。
容疑者の男は演説会場まで電車やバスで移動し、自作とみられるパイプ爆弾2本を持ち込んだほか、果物ナイフも所持していた。現場で押収されたパイプ爆弾は、筒から延びた導火線付近にナットを複数取り付けることで殺傷能力を高めていた。また、男は事件前に選挙制度への不満から国を提訴していたことや現政権への批判を繰り返していたことが判明し、県警は選挙制度や政権への不満が事件の動機につながった可能性があるとみている。県警は殺人未遂のほか、ナイフを所持していたとする銃刀法違反など複数の容疑での立件を検討し、殺意の有無について捜査を進めている。
男は現在も黙秘を続けているが、県警は選挙制度への強い不満が動機につながった可能性があるとみて、暴力や威力によって選挙演説を妨害することなどを禁じる公選法違反を適用できるかどうか慎重に判断しているほか、火薬類取締法違反容疑などでの立件の可否も検討する。
逮捕されたのは兵庫県川西市に住む24歳の男であり、和歌山県警は「事前に危険性を認識していた人物ではない」と説明した上で、単独でテロ行為に及ぶ「ローンオフェンダー」の可能性があるとしている。動機について、容疑者の男は「弁護士が来てから話す」としている。

### 刑事裁判
5月6日、和歌山県警は男を火薬類取締法違反容疑で再逮捕した。県警捜査1課は男の自室から押収された粉末を鑑定した結果、黒色火薬に含まれる成分が検出されたことから、男が火薬を詰め込んだ筒状のパイプ爆弾を自作した疑いがあると判断し、立件に踏み切った。同月19日付で和歌山地方裁判所は男の刑事責任能力を調べるための鑑定留置を認める決定を出した。
8月31日、和歌山県警は男を殺人未遂や爆発物取締罰則違反などの容疑で追送検した。爆発物を鑑定した結果、殺傷能力が確認されたことから、県警は首相や聴衆らに対する殺意があったと判断した。9月1日に鑑定留置が終了し、9月6日、和歌山地方検察庁は男を殺人未遂や爆発物取締罰則違反などの罪で起訴した。
2025年2月10日、和歌山地裁で裁判員裁判の公判が行われ、検察側は「現職首相を狙い、多数の人を無差別に巻き込んだ悪質なテロ行為。民主主義の根幹を揺るがす犯行だ」として懲役15年を求刑。弁護側は殺意を否定し、傷害罪にとどまると訴えて結審した。なお、これまでの公判で男は公選法違反罪については否認していたが、論告に先立ち行われた被告人質問で一転して認めた。
2月19日、和歌山地裁は被告の男の殺意を認定し、懲役10年の有罪判決を言い渡した。3月4日、男は判決を不服として大阪高裁に控訴した。

## 事件後の対応・検証
警察庁は全国の都道府県警察に向けて指示を行い、現場で警戒を行う警察官の増員や、不審者に対する積極的な職務質問の実施、所持品の検査や不審物の確認作業の強化を求めた。また、第49回先進国首脳会議の関係閣僚会合が開催される15の都道府県警察に対しても、閣僚会合の警備強化を指示した。
警察庁と和歌山県警は、事件2日後の4月17日までに警護状況の検証を開始した。和歌山県警が警察庁に提出した警護計画が警護要則に沿ったものだったかや、事前に行われた危険度の評価や警護員の配置が適切だったかを再評価する。
国家公安委員会委員長の谷公一は4月18日の記者会見において、警察庁や和歌山県警の対応について「必要な措置は講じられていた」として対応自体に問題はなかったという認識を示した。一方、事件については徹底解明を指示したことを明らかにし、「捜査の結果も踏まえつつ不断の見直しを図りたい」と述べた。
4月20日、警察庁長官の露木康浩が谷公一と同席で行った記者会見において、露木は「事案の発生を許した点については、和歌山県警による警護状況の確認の結果にもとづいて評価する。『どのようなことができたのか』という観点が警護状況を確認する上での重要なポイントになる」「警護について不断の見直しを行い、更なる警護態勢の強化に努めていく」と述べた。また、谷は国家公安委員から「現場の警護員の対応は的確だった」という評価があった一方で、「会場への不審者の侵入や警護対象者へ爆発物の投擲を許した事実は重く受け止めなければならず、今後の警護に生かすべきだ」「容疑者の接近を許したことは大変残念で遺憾な事案である」という意見や、聴衆の避難誘導のあり方について問題を提起する声があったことを明らかにしている。
6月1日、警察庁は警護態勢の問題点や今後の対策をまとめた報告書を公表した。事前の計画で会場の聴衆を「自民党和歌山県連や地元漁協の関係者」に限定していたにもかかわらず、聴衆エリアの出入り口でのチェックが甘く、容疑者の接近を許したと結論づけた。県連や漁協との事前の打ち合わせが不十分だったとし、今後は都道府県警と政治家側との詳細なやり取りを警護計画に記載させるなどして警察庁の審査を強化する。

## 反応・影響

### 日本国内
- 内閣官房長官の松野博一は「選挙は民主主義の根幹をなすものであり、そのような選挙の中で今回のような暴力行為は断じて許されない」とコメントした[34]。
- 自由民主党
  - 襲撃を受けた本人である岸田文雄はTwitterに「いま私たちは、私たちの国にとって民主主義にとって最も大切である選挙を行っています。この国の主役である皆さん一人一人の思いをしっかり示して頂かなければなりません。その思いで私は街頭演説の場に立ち続けます。この大切な選挙を、ぜひ国民の皆さんと力を合わせて、最後までやり通す覚悟です」と投稿した[34]。
  - 国会対策委員長の高木毅は「卑劣な行為で断固許すことのできない蛮行だ。民主主義の根幹である選挙運動をひるまず続けていく」と述べた[35]。
  - 幹事長の茂木敏充は「民主主義の根幹をなす選挙期間中にこのような暴挙が行われたことは、極めて遺憾であり、強く非難する」とのコメントを発表した[36]。
- 公明党代表の山口那津男は街頭演説会場に爆発物が投げ込まれた事件に対して、「政治家や候補者が有権者に訴える民主主義の最も基本的な働きを妨害するものであり、断じて許されない」と述べた[37]。
- 日本維新の会代表の馬場伸幸は「昨年の参議院選挙に続き、国民の民意を示す選挙において、暴力による事件が起こったことは民主主義に対する挑戦であり、非常に怒りを覚える」とコメントした[34]。
- 立憲民主党代表の泉健太は「岸田総理、関係者、聴衆、全ての方がご無事でありますように。背景や具体的状況は現在不明ですが、人に危害を加える行為は絶対に許されません」とTwitterに投稿した[38]。
- 国民民主党の玉木雄一郎は「民主主義の根幹を揺るがす行為であり絶対に許されるものではない。暴力に決してひるむことなく選挙戦を戦い、言論の自由や政治活動の自由を守り抜く」とするコメントを発表した[34]。
- 日本共産党委員長の志位和夫は「暴力行為を強く非難する。首相が無事でよかった。けが人がないことを願う」とTwitterに投稿した[39]。
- 和歌山県知事の岸本周平は「選挙期間中の暴挙に怒りを感じる。暴力に屈してはいけない。犯人には怒りを隠しきれない」と話した[34]。
- 昨年7月の類似した事件で亡くなった安倍晋三の妻であった安倍昭恵は「二度とあってはならない。ご無事で何よりでした」と朝日新聞の取材に話した[34]。

### 日本国外
- インドのナレンドラ・モディ首相は「私の友人、岸田文雄首相が暴力事件に巻き込まれたと知りました。岸田首相の無事を知り、安心しました。首相の今後のご健勝を祈願しております」とツイートした[40]。
- 中華人民共和国では国営放送である中国中央電視台は事件について速報で報道した。また、SNSの新浪微博（ウェイボー）ではニュースは検索ランキングの1位となった[41]。
- アメリカやヨーロッパでも相次いで報道された[34][42]。